# Chobera althealis
Chobera althealis is een vlinder van de familie van de grasmotten (Crambidae). De wetenschappelijke naam van deze soort is voor het eerst voorgesteld als Salbia althealis door Francis Walker in een publicatie uit 1859.
De soort komt voor in Maleisië (Sarawak), Indonesië (Sumatra, Molukken, Soela-archipel, West-Papoea).